# Rintschengiin Barsbold
Rinchen Barsbold (mongolisch Ринченгийн Барсболд, Rintschengiin Barsbold; * 1935 in Ulaanbaatar) ist ein führender mongolischer Wirbeltier-Paläontologe. Er ist am Institut für Geologie in Ulaanbaatar tätig.
Barsbold war entscheidend an umfangreichen Dinosaurierfunden in der Wüste Gobi beteiligt, teilweise mit sowjetischen und polnischen Wissenschaftlern. Die Wüste Gobi ist seit den Funden von Roy Chapman Andrews in den 1930er-Jahren als Dinosaurierfundstelle bekannt. Barsbold ist insbesondere Experte für Raubsaurier, über die er promovierte, und speziell Ornithomimidae. Er wies früh in den 1980er-Jahren auf verschiedene Vogel-Merkmale von Raubsauriern der Mongolei hin und befürwortete eine Abstammung der Vögel von solchen Dinosauriern, was später durch die Entdeckung gefiederter Dinosaurier in den 1990er-Jahren auch im Westen Unterstützung erhielt (Philip Currie).
1994 war er einer derjenigen, der ein Oviraptorgelege identifizierte, was zur Vermutung Anlass gab, diese hätten wie Vögel gebrütet.
Nach ihm sind die Hadrosaurier Barsboldia und der Oviraptoride Rinchenia benannt.
Er selbst beschrieb unter anderem die Ornithomimidae-Gattungen Gallimimus, Garudimimus, Anserimimus, den Enigmosaurus, Conchoraptor, Adasaurus, Harpymimus, Ingenia, die Familie Oviraptoridae.
2010 erhielt er die Romer-Simpson-Medaille. Im Dezember 2011 wurde er zum auswärtigen Mitglied der Russischen Akademie der Wissenschaften gewählt.

## Schriften
- Oviraptorosauria. In: Philip J. Currie, Kevin Padian (Hrsg.): Encyclopedia of Dinosaurs. Academic Press, San Diego CA u. a. 1997, ISBN 0-12-226810-5, S. 505–509.
- mit Halszka Osmólska, Philip J. Currie: Oviraptosauria. In: David B. Weishampel, Peter Dodson, Halszka Osmólska (Hrsg.): The Dinosauria. 2nd edition. University of California Press, Berkeley CA u. a. 2004, ISBN 0-520-24209-2, S. 165–183.
- mit James M. Clark, Teresa Maryańska: Therizinosauroidea. In: David B. Weishampel, Peter Dodson, Halszka Osmólska (Hrsg.): The Dinosauria. 2nd edition. University of California Press, Berkeley CA u. a. 2004, ISBN 0-520-24209-2, S. 151–164.